# Josef Jireček
Josef Jireček (ur. 9 października 1825 w Vysokém Mycie, zm. 1888 w Pradze) – czeski filolog, etnograf, historyk, współautor podręczników szkolnych dla wszystkich narodów Austrii, wydawca literatury staroczeskiej, minister rządu austriackiego (1871).
Był autorem propozycji przejścia języka ukraińskiego na alfabet łaciński (niem. Uber den Versuch das Ruthenische mit lateinischen Schriftzeichen zu schreiben?, 1859). Projekt ten opublikowany został przez austriackie ministerstwo kultu i oświaty w roku 1859. W zamyśle autora latynizacja miała pomóc w odrodzeniu ukraińskiego jako nowoczesnego języka, dzięki oddzieleniu od archaicznych wpływów cerkiewnosłowiańskich i współczesnych rosyjskich. Jednak projekt nie został zaakceptowany przez Ukraińców, wywołał wojnę ortograficzną i w końcu nie został wprowadzony.